# Sladna
Sladna är ett samhälle i Bosnien och Hercegovina.   Det ligger i entiteten Federationen Bosnien och Hercegovina, i den centrala delen av landet, 100 km norr om huvudstaden Sarajevo. Sladna ligger 336 meter över havet och antalet invånare är 4 304.
Terrängen runt Sladna är huvudsakligen kuperad, men åt nordost är den platt. Runt Sladna är det ganska tätbefolkat, med 93 invånare per kvadratkilometer.. Närmaste större samhälle är Gračanica, 9,6 km väster om Sladna. 
Omgivningarna runt Sladna är en mosaik av jordbruksmark och naturlig växtlighet.